# Something to Do
Something to Do er en amerikansk stumfilm fra 1919 af Donald Crisp.

## Medvirkende
- Bryant Washburn som Jack Merrill
- Ann Little som Janet Remwick
- Robert Brower
- Charles K. Gerrard som Thompson
- Adele Farrington som Parkin